# Castillo de Taradell
El castillo de Taradell, también conocido como Castillo de Can Boix, está situado a 2,2 km al sureste de la población de Taradell, en la comarca catalana de Osona, y coronando una cumbre de grandes peñas, a 803 metros de altitud.
El Castillo está situado sobre una gran gruta que lo hace muy característico. Actualmente se han realizado unas obras de consolidación de los restos. Quedan restos de los siglos X-XI, en el sector de la antigua capilla de Santa Cruz, ahora totalmente dañada y el resto es un gran muro de unos setenta metros, del siglo XIV.

## Historia
La primera documentación de la existencia del castillo es del año 893 en el Cartulario de la Catedral de Vich. Inicialmente el castillo fue de los señores de Taradell, en 1165 pasó a manos de los Vilademany mediante un enlace matrimonial, y en 1500 pasó a Cruïlles.
El castillo fue concebido con funciones de defensa y vigilancia, y nunca vivieron los señores de Taradell, sólo un destacamento de soldados.
A partir del siglo XVI, perdió todo valor estratégico cuando se construyó la «Torre de la plaza» (1550) en la villa de Taradell. Debido a ello se fue abandonando y durante una parte del siglo XVI consta como una granja. Del siglo XVII en adelante ya estaba en ruinas y abandonado.